# Frankfort
|  | Per a altres significats, vegeu «Frankfort (desambiguació)». |

Frankfort és la capital de l'estat de Kentucky, als Estats Units.
Segons el cens de 2000, la seva població era de 27.741 habitants, i segons el de 2010, de 25.527 habitants.